# Група на Пасифая (спътници)
Групата на Пасифая е група от естествени спътници на Юпитер, намиращи се на сходни орбити около планетата — с голяма полуос между 22,8 и 24,1 милиона km, инклинация между 144,5° и 158,3° и ексцентрицитет между 0,25 и 0,43.
Групата включва (във възходящ ред на разстоянието до Юпитер):
- Евридома
- S/2003 J 23
- Хегемона
- Пасифая – най-големият спътник, даващ името на групата
- Спонда
- Силена
- Мегаклита
- S/2003 J 4
- Калироя
- Синопа – две трети от размера на Карме
- Автоноя
- Аойда
- S/2003 J 14

За разлика от другите две групи, съставени от спътници на ретроградна орбита (тези на Ананке и Карме), за тази група е характерна голяма вариация на инклинацията.